# Olympische Sommerspiele 1972/Schwimmen – 4 × 100 m Lagen (Frauen)
Die 4-mal-100-Meter-Lagenstaffel der Frauen bei den Olympischen Spielen 1972 in München wurde am 3. September ausgetragen.

## Ergebnisse

### Vorläufe

#### Vorlauf 1
| Rang | Nation         | Athletinnen                                                                            | Zeit (min) | Anm. |
| ---- | -------------- | -------------------------------------------------------------------------------------- | ---------- | ---- |
| 1    | Sowjetunion    | Tinatin Lekweischwili Galina Prosumenschtschikowa Irina Ustimenko Tatjana Solotnizkaja | 4:30,35    |      |
| 2    | Schweden       | Diana Olsson Britt-Marie Smedh Eva Wikner Anita Zarnowiecki                            | 4:31,88    |      |
| 3    | Niederlande    | Enith Brigitha Alie te Riet Frieke Buys Anke Rijnders                                  | 4:32,20    |      |
| 4    | BR Deutschland | Heidemarie Reineck Annegret Kober Edeltraud Koch Jutta Weber                           | 4:33,37    |      |
| 5    | Australien     | Sue Lewis Beverley Whitfield Sue Funch Sharon Booth                                    | 4:33,96    |      |
| 6    | Ungarn         | Ildikó Szekeres Ágnes Kaczander-Kiss Judit Turóczy Magdolna Patóh                      | 4:36,53    |      |
| 7    | Irland         | Christine Fulcher Ann O’Connor Brenda McGrory Aisling O’Leary                          | 4:45,56    |      |
| 8    | Italien        | Alessandra Finesso Patrizia Miserini Donatella Talpo-Schiavon Laura Podestà            | 4:48,25    |      |

#### Vorlauf 2
| Rang | Nation             | Athletinnen                                                                | Zeit (min) | Anm. |
| ---- | ------------------ | -------------------------------------------------------------------------- | ---------- | ---- |
| 1    | Vereinigte Staaten | Susie Atwood Judy Melick Dana Shrader Shirley Babashoff                    | 4:27,57    |      |
| 2    | DDR                | Christine Herbst Renate Vogel Roswitha Beier Gabriele Wetzko               | 4:27,58    |      |
| 3    | Japan              | Suzuko Matsumura Yoko Yamamoto Mayumi Aoki Yoshimi Nishigawa               | 4:30,34    | NR   |
| 4    | Kanada             | Wendy Cook Sylvia Dockerill Marilyn Corson Leslie Cliff                    | 4:31,87    |      |
| 5    | Großbritannien     | Pamela Bairstow Dorothy Harrison Jean Jeavons Lesley Allardice             | 4:34,61    |      |
| 6    | Schweiz            | Susanne Niesner Margrit Thomet Erika Rüegg Françoise Monod                 | 4:34,69    |      |
| 7    | Frankreich         | Sylvie Le Noach Martine Claret Josiane Castiau Claude Mandonnaud           | 4:38,62    |      |
| 8    | Mexiko             | María Teresa Ramírez Ana Elena de la Portilla Norma Amezcua Marcia Arriaga | 4:49,23    |      |

### Finale
| Rang | Nation             | Athletinnen                                                                            | Zeit (min) | Anm. |
| ---- | ------------------ | -------------------------------------------------------------------------------------- | ---------- | ---- |
| 1    | Vereinigte Staaten | Melissa Belote Cathy Carr Deena Deardurff Sandy Neilson                                | 4:20,75    | WR   |
| 2    | DDR                | Christine Herbst Renate Vogel Roswitha Beier Kornelia Ender                            | 4:24,91    |      |
| 3    | BR Deutschland     | Silke Pielen Verena Eberle Gudrun Beckmann Heidemarie Reineck                          | 4:26,46    |      |
| 4    | Sowjetunion        | Tinatin Lekweischwili Galina Prosumenschtschikowa Irina Ustimenko Tatjana Solotnizkaja | 4:27,81    |      |
| 5    | Niederlande        | Enith Brigitha Alie te Riet Anke Rijnders Hansje Bunschoten                            | 4:29,99    |      |
| 6    | Japan              | Suzuko Matsumura Yoko Yamamoto Mayumi Aoki Yoshimi Nishigawa                           | 4:30,18    | NR   |
| 7    | Kanada             | Wendy Cook Sylvia Dockerill Marilyn Corson Leslie Cliff                                | 4:31,56    |      |
| 8    | Schweden           | Diana Olsson Britt-Marie Smedh Eva Wikner Anita Zarnowiecki                            | 4:32,61    |      |